# الاتحاد العالمي للاشتراكيين الوطنيين
الاتحاد العالمي للاشتراكيين الوطنيين (WUNS) هي منظمة تأسست عام 1962 كمجموعة شاملة للمنظمات النازية الجديدة في جميع أنحاء العالم.
| الانحياز السياسي = يمين متطرف

## التاريخ

### تشكيل - تكوين
ظهرت الحركة عندما زار زعيم الحزب النازي الأمريكي، جورج لينكولن روكويل، إنجلترا والتقى برئيس الحركة الاشتراكية الوطنية كولن جوردان واتفق الاثنان على العمل من أجل تطوير ارتباط دولي بين الحركات. نتج عن ذلك إعلان كوتسوولد لعام 1962 الذي وقعه النازيون الجدد من الولايات المتحدة والمملكة المتحدة وفرنسا ( سافيتري ديفي  ) وألمانيا الغربية ( برونو لودتك  ) والنمسا وبلجيكا. ستنضم المزيد من الدول الأعضاء في وقت لاحق على مدار العقد، بما في ذلك الأرجنتين وأستراليا وشيلي وإيرلندا وجنوب إفريقيا واليابان.

## المجموعات المرتبطة
أصبح عدد من المجموعات أعضاء في الاتحاد أو جمعية مقبولة للمجموعة خلال السنوات الماضية.

### الأمريكتين
نظرًا لقيادة روكويل وكوهل، كان الحزب النازي الأمريكي وخلفه حزب الشعب الاشتراكي الأبيض الوطني المجموعات الرئيسية المكونة للغتحاد.
في كندا، تم تمثيل المجموعة من قبل الحزب النازي الكندي، الذي كان زعيمه وليام جون بيتي رئيسًا للإتحاد في البلاد. 
كما كان نشطًا في أمريكا الجنوبية من خلال Partido Nacionalsocialista Chileno، وهي مجموعة تم تأسيسها في تشيلي بواسطة لايبشتاندارته أدولف هتلر السابقة شتاندارتن فوهرر فرانز فايفر والجبهة الوطنية الأرجنتينية كانت مجموعة تابعة.  

### أوروبا
كانت الحركة الاشتراكية الوطنية وخليفتها الحركة البريطانية أعضاء.
تم تمثيل WUNS في الدنمارك من قبل حزب العمال الاشتراكي الوطني في الدنمارك، وهي مجموعة من الحركة القديمة السابقة للحرب التابعة لسفين ساليثاث، أحد أتباع روكويل المقربين،  وبديلتها، الحركة الاشتراكية الوطنية الدنماركية. 
حافظ حزب الرايخ الشمالي في السويد على الاستقلال ولكنه تعاون بشكل وثيق مع WUNS. 
شكل بيرنهارد هاردي مجموعة WUNS في أيسلندا، وحصل على حوالي 300 مؤيد.  كان برنهارد شقيق رئيس الوزراء المستقبلي، جير هاردي.
كان هناك حزب ثانوي في جمهورية أيرلندا، هو حزب العمال الأيرلندي الاشتراكي الوطني. 

### أوقيانوسيا
ينتمي الحزب الوطني الاشتراكي النيوزيلندي والحزب الوطني الاشتراكي الأسترالي إلى WUNS. 